# Metalectra viridis
Metalectra viridis är en fjärilsart som beskrevs av William Schaus 1912. Metalectra viridis ingår i släktet Metalectra och familjen nattflyn. Inga underarter finns listade i Catalogue of Life.